# Eliran Danin
Eliran Danin (hebr. אלירן דנין, ur. 29 marca 1984 w Netanji) – izraelski piłkarz występujący na pozycji obrońcy w Hapoelu Marmorek, do którego trafił w styczniu 2017. W reprezentacji Izraela wystąpił jeden raz, w 2010 roku.